# The Coasters
The Coasters war eine amerikanische R&B-Gesangsgruppe der 1950er Jahre.

## Geschichte
Die Band wurde im Oktober 1955 in Los Angeles gegründet. Ursprung war die bereits 1949 gegründete Gruppe The Robins um ihren damaligen Leadsänger Bobby Nunn. Anfang 1954 stieß Tenor Carl Gardner dazu.
Bereits im Frühjahr des gleichen Jahres nahm sich das berühmte Produzententeam Jerry Leiber und Mike Stoller, das bereits 1951 das Lied That’s What the Good Book Says für The Robins geschrieben hatte, des Quintetts an und produzierte fortan dessen Platten bei seinem neu gegründeten Spark-Label. Es entstanden einige Klassiker, wie Riot in Cell Block No. 9 und Smokey Joe’s Cafe, mit den auch für die späteren Coasters-Hits typischen, für damalige Verhältnisse aber absolut unüblich kritisch-humorvollen Texten.
Nesuhi Ertegün von Atlantic Records wurde auf die im August 1955 veröffentlichte Single Smokey Joe’s Cafe aufmerksam. Als Leiber/Stoller im September einen Produktionsvertrag mit Atlantic Records schlossen, wurde die Single bei dem ATCO-Tochterlabel noch einmal veröffentlicht, was der Gruppe The Robins Platz 10 in den R&B-Charts und Platz 73 in den Popcharts einbrachte, ihren größten Erfolg bis dahin. Leiber und Stoller erkannten, dass dieser Erfolg mit ihrem kleinen Label niemals möglich gewesen wäre, und so wurde schließlich das gesamte Material von Spark an Atlantic veräußert.
Dieser Umstand warf nunmehr die Frage auf, ob The Robins mit den Hit-Komponisten ebenfalls zu Atlantic wechseln würden, woran schließlich die Band zerbrach. So gingen Bobby Nunn und Carl Gardner von den Robins mit Leiber und Stoller zu Atlantic und gründeten im Oktober 1955 zusammen mit Leon Hughes, Billy Guy und Adolph Jacobs an der Gitarre die neue Formation „The Coasters“, die ihren Namen in Anlehnung an die Herkunft der Band von der amerikanischen Westküste bekam. Der Rest der Robins machte – allerdings ohne großen Erfolg – mit neuen Bandmitgliedern bis Anfang der 1960er Jahre weiter.
Leiber und Stoller waren seit Gründung der Coasters ihre Produzenten und schrieben auch fast alle Hits für die Band; die Coasters entwickelten sich zum wichtigsten Vehikel für die Kompositionen des Autorenteams. Schon im Januar 1956 nahmen sie ihre ersten Songs auf, darunter ihre Debütsingle Down in Mexico, die es ebenfalls in die Top 10 der R&B-Charts brachte. Ab 1957 folgten einige Erfolge, durch die die Costers zwar Berühmtheit, nicht jedoch besonders viel Geld erlangten: Sie erhielten zusammen nur 5000 Dollar pro Woche. Es war eine Zeit, in der sich schwarze Sänger noch mit dem zufriedengeben mussten, was sie erhielten. Young Blood und Searchin’, beides Leiber/Stoller-Songs, waren die größten Erfolge der Band in diesem Jahr und die ersten Top-10-Platzierungen in den US-Popcharts.
1958 zogen Leiber und Stoller nach New York. Guy und Gardner kamen mit, während die anderen in Los Angeles blieben. Als Ersatz kamen Cornell Gunter und Will „Dub“ Jones. Mit Yakety Yak (März 1958) und Charlie Brown (Dezember 1958) erschienen daraufhin die größten Erfolge der Coasters. Auf beiden Aufnahmen spielt King Curtis Saxophon. Die Songs, beide von Leiber und Stoller, zeichnen sich durch humorvolle und für damalige Zeiten rebellische Texte aus. Nach Along Came Jones und Poison Ivy 1959 sowie Little Egypt (Ying-Yang) 1961 war die große Zeit der Coasters vorbei. Im Oktober 1962 traten The Coaster mit Billy Kramer neben Little Richard und der Band The Beatles in New Brighton. Einen im Beatles-Lied Michelle zu hörenden ungewöhnlichen Akkord hatte dessen Komponist Paul McCartney von Along Came Jones übernommen. auf.
In den 1960er Jahren stiegen Gunter und Jones aus, man fand Ersatz in Earl „Speedo“ Carroll (1961) und Ronnie Bright (1968). 1971 gelang mit der Coverversion von Love potion No. 9, einem Hit der Band The Clovers aus dem Jahre 1959, noch einmal eine Platzierung in den US-Popcharts. Kurz danach verließ auch Billy Guy die Band, mit der er allerdings bereits seit 1963 neben Plattenaufnahmen nur noch sporadisch aufgetreten war, und wurde durch Jimmy Norman abgelöst.
Daraufhin tourte die Band als Oldie-Gruppe durch die Lande. Seit den 1970er und 1980er Jahren gab es häufig mehrere Bands mit dem Namen Coasters, da unter anderen Gunter und Guy ihre neuen Gruppen ebenfalls so genannt hatten. 1987 erfolgte ihre Aufnahme in die Rock and Roll Hall of Fame. Zu diesem Anlass kam ein letztes Mal die Originalformation Gardner, Guy, Gunter und Jones zusammen.
Carl Gardner hatte zusammen mit Ronnie Bright die Coasters bis in die 2000er Jahre hinein zusammengehalten. Aus Anlass des 50-jährigen Bandjubiläums im Oktober 2005 zog sich der 1928 geborene Gardner allerdings als Leadsänger zurück, er starb im Juni 2011 als das zweitletzte Mitglied der Originalbesetzung (damit lebt nur noch der 1932 geborene Leon Hughes aus der Originalbesetzung). Als neuer Kopf der Coasters trat Carl Gardner junior in die Fußstapfen seines Vaters.

## Sonstiges
Am 21. April 2016 wurde die Version 16.10 der Linux-Distribution Ubuntu nach dem Coasters-Titel „Yakety Yak“ in leicht abweichender Schreibweise „Yakkety Yak“ benannt.

## Diskografie
Singles

| Jahr | Titel Album                                                    | Höchstplatzierung, Gesamtwochen, AuszeichnungChartplatzierungen (Jahr, Titel, Album, Platzierungen, Wochen, Auszeichnungen, Anmerkungen) | Höchstplatzierung, Gesamtwochen, AuszeichnungChartplatzierungen (Jahr, Titel, Album, Platzierungen, Wochen, Auszeichnungen, Anmerkungen) | Höchstplatzierung, Gesamtwochen, AuszeichnungChartplatzierungen (Jahr, Titel, Album, Platzierungen, Wochen, Auszeichnungen, Anmerkungen) | Anmerkungen |
| Jahr | Titel Album                                                    | UK | US | R&B | Anmerkungen |
| ---- | -------------------------------------------------------------- | --- | --- | --- | --- |
| 1956 | Down in Mexico / Turtle Dovin’ The Coasters                    | — | — | R&B8 (7 Wo.)R&B | Erstveröffentlichung: Februar 1956 Autoren: Leiber/Stoller                                                                                |
| 1956 | One Kiss Led to Another The Coasters                           | — | US73 (1 Wo.)US | R&B11 (2 Wo.)R&B | Erstveröffentlichung: Juli 1956 Autoren: Leiber/Stoller                                                                                   |
| 1957 | Young Blood The Coasters                                       | — | US8 (24 Wo.)US | R&B1 (17 Wo.)R&B | B-Seite von Searchin’ Rock & Roll Hall of Fame Platz 421 der Rolling Stone 500 (Liste 2010) Autoren: Leiber/Stoller, Doc Pomus            |
| 1957 | Searchin’ The Coasters                                         | UK30 (1 Wo.)UK | US5 (26 Wo.)US | R&B1 (21 Wo.)R&B | Erstveröffentlichung: März 1957 Autoren: Leiber/Stoller                                                                                   |
| 1957 | Idol with the Golden Head That Is Rock & Roll                  | — | US64 (6 Wo.)US | — | Erstveröffentlichung: August 1957 Autoren: Leiber/Stoller                                                                                 |
| 1958 | Yakety Yak That Is Rock & Roll                                 | UK12 (8 Wo.)UK | US1 (16 Wo.)US | R&B1 (14 Wo.)R&B | Erstveröffentlichung: 30. April 1958 Grammy Hall of Fame / Rock & Roll Hall of Fame Platz 346 der Songs of the Century (RIAA, Liste 2001) |
| 1959 | Charlie Brown That Is Rock & Roll                              | UK6 (12 Wo.)UK | US2 (15 Wo.)US | R&B2 (12 Wo.)R&B | Erstveröffentlichung: 14. Januar 1959 Autoren: Leiber/Stoller                                                                             |
| 1959 | Along Came Jones That Is Rock & Roll                           | — | US9 (12 Wo.)US | R&B14 (6 Wo.)R&B | Erstveröffentlichung: April 1959 Autoren: Leiber/Stoller                                                                                  |
| 1959 | Poison Ivy The Coasters’ Greatest Hits                         | UK15 (7 Wo.)UK | US7 (16 Wo.)US | R&B1 (16 Wo.)R&B | Erstveröffentlichung: August 1959 Autoren: Leiber/Stoller                                                                                 |
| 1959 | I’m a Hog for You The Coasters’ Greatest Hits                  | — | US38 (8 Wo.)US | — | B-Seite von Poison Ivy Autoren: Leiber/Stoller                                                                                            |
| 1959 | What About Us Coast Along                                      | — | US47 (10 Wo.)US | R&B17 (6 Wo.)R&B | Erstveröffentlichung: November 1959 Autoren: Leiber/Stoller                                                                               |
| 1959 | Run Red Run Coast Along                                        | — | US36 (8 Wo.)US | R&B29 (1 Wo.)R&B | B-Seite von What About Us Autoren: Leiber/Stoller                                                                                         |
| 1960 | Bésame mucho –                                                 | — | US70 (3 Wo.)US | — | Erstveröffentlichung: März 1960 Autor: Consuelo Velázquez Original: Emilio Tuero, 1941                                                    |
| 1960 | Wake Me, Shake Me Coast Along                                  | — | US51 (6 Wo.)US | R&B14 (8 Wo.)R&B | Erstveröffentlichung: Mai 1960 Autor: Billy Guy                                                                                           |
| 1960 | Shoppin’ for Clothes –                                         | — | US83 (4 Wo.)US | — | Erstveröffentlichung: September 1960 Autoren: Leiber/Stoller, Kent Harris                                                                 |
| 1961 | Wait a Minute Coast Along                                      | — | US37 (8 Wo.)US | — | Erstveröffentlichung: Januar 1961 Autoren: Bobby Darin, Don Kirshner                                                                      |
| 1961 | Little Egypt (Ying-Yang) Coast Along                           | — | US23 (12 Wo.)US | R&B15 (4 Wo.)R&B | Erstveröffentlichung: April 1961 Autoren: Leiber/Stoller                                                                                  |
| 1961 | Girls Girls Girls (Part II) Coast Along                        | — | US96 (2 Wo.)US | — | Erstveröffentlichung: Juli 1961 Autoren: Leiber/Stoller                                                                                   |
| 1964 | T’ain’t Nothin’ to Me –                                        | — | US64 (6 Wo.)US | R&B20 (11 Wo.)R&B | Erstveröffentlichung: Februar 1964 Autor: Lover Patterson                                                                                 |
| 1971 | Love Potion Number Nine On Broadway                            | — | US76 (6 Wo.)US | — | Erstveröffentlichung: November 1971 Autoren: Leiber/Stoller Original: The Clovers, 1959                                                   |
| 1994 | Sorry but I’m Gonna Have to Pass The Very Best of the Coasters | UK41 (4 Wo.)UK | — | — | Erstveröffentlichung: März 1994 Autoren: Leiber/Stoller                                                                                   |